# Symplocos paniculata
Symplocos paniculata (Thunb.) Miq., 1867, è una pianta appartenente alla famiglia delle Symplocaceae, originaria dell'Asia orientale.

## Descrizione

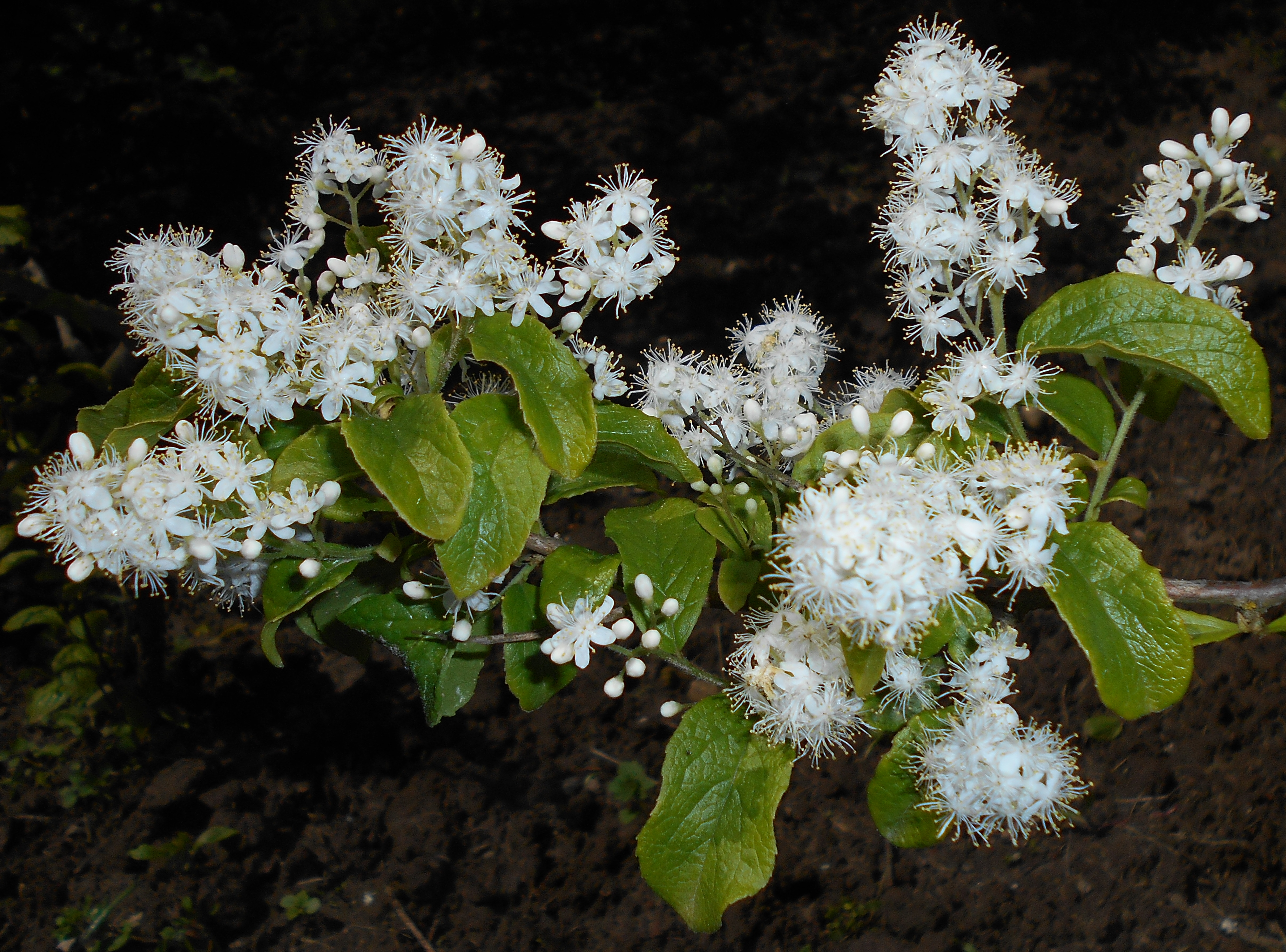
Fiori di S. paniculata

S. paniculata è un albero che raggiunge i 12 m di altezza in condizioni favorevoli, anche se spesso assomiglia di più a un arbusto, ed è utilizzato come pianta ornamentale per via dei suoi vistosi frutti blu.

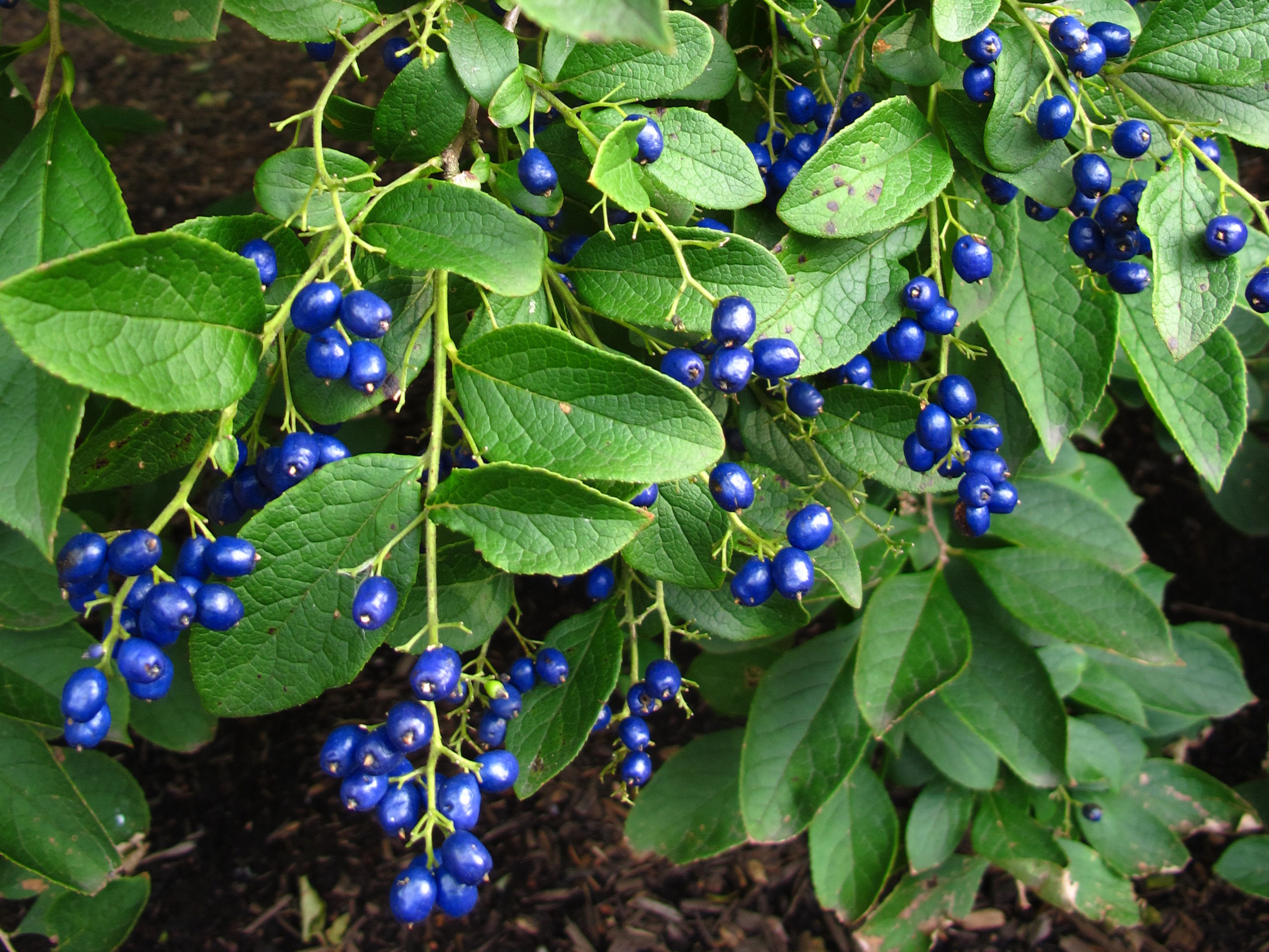
Frutti di S. paniculata

I frutti dell'albero, di un blu intenso, hanno una durata relativamente breve, poiché le bacche carnose vengono rapidamente mangiate dagli uccelli. Il fogliame dell'albero è ordinato e i fiori sono spesso profumati. Le foglie hanno piccioli corti e variano nella loro forma ovoidale, misurando fino a 9 cm in lunghezza e la metà in larghezza. Le foglie presentano alcuni tricomi nella parte superiore e sono molto più pubescenti nelle venature inferiori. La specie fiorisce all'inizio dell'estate, dopo che le foglie si sono sviluppate. I fiori biancastri si formano in gruppi laterali lunghi fino a 5 cm, con ogni fiore ermafrodita che porta cinque petali e trenta stami che conferiscono ai grappoli di fiori un aspetto soffice. I frutti ovoidali dell'albero contengono solitamente un singolo seme.

## Distribuzione e habitat
S. paniculata è originaria di Cina, Giappone, India, Laos, Bangladesh, Myanmar, Nepal, Taiwan e Vietnam ed è stata introdotta negli Stati Uniti.

## Usi
Il frutto può essere trasformato in marmellata, sebbene possa essere difficile ottenere abbastanza bacche poiché le piante non si impollinano da sole.